# Токрові
Токрові (Odontophoridae) — родина птахів ряду куроподібних, що містить 10 родів і 33 видів. Поширені в Північній та Південній Америці від Канади до Бразилії, а також в Африці на південь від Сахари.

## Види
- Рід Скельна куріпка (Ptilopachus)
  - Куріпка скельна (Ptilopachus petrosus)
  - Турач ітурійський (Ptilopachus nahani)
- Рід Перепелиця (Callipepla)
  - Перепелиця каліфорнійська (Callipepla californica)
  - Перепелиця жовточуба (Callipepla douglasii)
  - Перепелиця жовтогруда (Callipepla gambelii)
  - Перепелиця строкатобока (Callipepla squamata)
- Рід Американська перепелиця (Colinus)
  - Перепелиця віргінська (Colinus virginianus)
  - Перепелиця білоброва (Colinus nigrogularis)
  - Перепелиця білогорла (Colinus leucopogon)
  - Перепелиця чубата (Colinus cristatus)
- Рід Перепелиця-клоун (Cyrtonyx)
  - Перепелиця-клоун мексиканська (Cyrtonyx montezumae)
  - Перепелиця-клоун західна (Cyrtonyx ocellatus)
- Рід Довгопала перепелиця (Dactylortyx)
  - Перепелиця довгопала (Dactylortyx thoracicus)
- Рід Довгохвоста перепелиця (Dendrortyx)
  - Перепелиця мексиканська (Dendrortyx barbatus)
  - Перепелиця білолоба (Dendrortyx leucophrys)
  - Перепелиця чорногорла (Dendrortyx macroura)
- Рід Токро (Odontophorus)
  - Токро бразильський (Odontophorus capueira)
  - Токро каштановий (Odontophorus hyperythrus)
  - Токро білощокий (Odontophorus strophium)
  - Токро гвіанський (Odontophorus gujanensis)
  - Токро рудогрудий (Odontophorus speciosus)
  - Токро рудочубий (Odontophorus stellatus)
  - Токро рудолобий (Odontophorus erythrops)
  - Токро чорнощокий (Odontophorus melanotis)
  - Токро еквадорський (Odontophorus melanonotus)
  - Токро чорнолобий (Odontophorus atrifrons)
  - Токро андійський (Odontophorus balliviani)
  - Токро панамський (Odontophorus dialeucos)
  - Токро чубатий (Odontophorus guttatus)
  - Токро венесуельський (Odontophorus columbianus)
  - Токро білогорлий (Odontophorus leucolaemus)
- Рід Гірська перепелиця (Oreortyx)
  - Перепелиця гірська (Oreortyx pictus)
- Рід Смугаста перепелиця (Philortyx)
  - Перепелиця смугаста (Philortyx fasciatus)
- Рід Рудощока перепелиця (Rhynchortyx)
  - Перепелиця рудощока (Rhynchortyx cinctus)